# Elecciones regionales de Finlandia de 2025
Las elecciones regionales o de condado de Finlandia de 2025 se llevaron a cabo el 13 de abril de 2025, el mismo día que las elecciones municipales. Fueron elegidos los 1.379 representantes a los consejos regionales (servicios de bienestar) por un período de cuatro años. En la ciudad de Helsinki no se realizan estas elecciones porque administra sus propios servicios de bienestar de forma independiente. El Partido Socialdemócrata fue el ganador de las elecciones con un 22,5% de los votos correspondientes a 321 escaños.

## Antecedentes
Estas fueron las segundas elecciones de este tipo después de las inaugurales elecciones regionales de 2022. La organización de la salud, bienestar social y servicios de rescate se transfirieron desde los municipios hacia las autoridades de las áreas de bienestar (en finés, hyvinvointialue) el 1 de enero de 2023. Existen 21 áreas de bienestar cuya división se basa principalmente en las regiones finlandesas (en finés, maakunta), excepto por la región de Uusimaa que está dividida en cuatro áreas. La ciudad de Helsinki no es parte de ningún área, sino que sigue siendo responsable de la organización de sus propios servicios. Las áreas de bienestar tienen su propio autogobierno, ejecutado por un consejo regional (en finés, aluevaltuusto) que toma decisiones sobre variados temas, como por ejemplo, el cuidado de los mayores, funcionamiento de los centros de salud y estaciones de bomberos.
A partir de las elecciones de 2025, las elecciones regionales se realizarán simultáneamente con las elecciones municipales, es decir, cada cuatro años. Cada consejo regional, decide su número de consejeros según la ley de áreas de bienestar. Ella establece diferentes niveles, según la población, que van desde las regiones con menor población (hasta 200.000 habitantes) debiendo elegir al menos 59 escaños y hasta las de mayor población (más de 600.000 habitantes), debiendo elegir al menos, 89.
Fueron elegidos un total de 1379 miembros de los 21 consejos mediante representación proporcional con listas abiertas, asignándose los escaños según el método d'Hondt. Según la información oficial sobre la población de cada región, al día 30 de noviembre de 2024, el número de consejeros regionales a elegir fue:
- 59 escaños: Ostrobotnia Central, Kainuu, Uusimaa Oriental, Carelia del Sur, Savonia del Sur, Kymenlaakso, Carelia del Norte, Tavastia Propia, Ostrobotnia, Laponia y Ostrobotnia del Sur.
- 69 escaños: Uusimaa Central, Päijänne Tavastia, Satakunta, Savonia del Norte, Finlandia Central y Vantaa-Kerava.
- 79 escaños: Ostrobotnia del Norte, Uusimaa Occidental, Finlandia del Sudoeste y Pirkanmaa.

Una encuesta de la Asociación de Autoridades Locales y Regionales de Finlandia sugiere que el 80 por ciento de los finlandeses planean votar en las elecciones de 2025.

## Calendario de las elecciones
| Evento u otro                                                                                               | Fecha (en 2025) |
| --- | --------------- |
| Conformación del registro de derecho de voto (verificación de quién puede votar y en qué área de bienestar) | 21 de febrero   |
| Fecha límite para la inscripción de candidatos                                                              | 4 de marzo      |
| Confirmación de los candidatos                                                                              | 13 de marzo     |
| Voto anticipado en Finlandia                                                                                | 2 – 8 de abril  |
| Voto anticipado en el extranjero                                                                            | 2 – 5 de abril  |
| Día de las elecciones                                                                                       | 13 de abril     |
| Ratificación de los resultados                                                                              | 16 de abril     |
| Inicio del trabajo de los nuevos consejos regionales                                                        | 1 de junio      |

Fuente:

## Formaciones políticas participantes

### Formaciones con representación
| Partido(s) | Partido(s) | Partido(s)                 | Ideología                     | Posición        | Escaños (2022) |
| ---------- | ---------- | -------------------------- | ----------------------------- | --------------- | -------------- |
|            | Kok.       | Coalición Nacional         | Liberalismo                   | Centroderecha   | 289/1379       |
|            | SDP        | Partido Socialdemócrata    | Socialdemocracia              | Centroizquierda | 277/1379       |
|            | Kesk.      | Partido del Centro         | Socioliberalismo              | Centro          | 297/1379       |
|            | PS         | Partido de los Finlandeses | Nacionalismo finlandés        | Derecha         | 155/1379       |
|            | Vas.       | Alianza de la Izquierda    | Socialismo democrático        | Izquierda       | 100/1379       |
|            | Vihr.      | Liga Verde                 | Política verde                | Centroizquierda | 90/1379        |
|            | SFP        | Partido Popular Sueco      | Intereses de la minoría sueca | Centro          | 76/1379        |
|            | KD         | Demócratas Cristianos      | Democracia cristiana          | Centroderecha   | 57/1379        |
|            | Liik.      | Movimiento Ahora           | Liberalismo                   | Centroderecha   | 20/1379        |
|            | VKK        | El Poder es del Pueblo     | Ultranacionalismo             | Extrema derecha | 10/1379        |

## Participación
| Elecciones municipales de 2025 | Elecciones municipales de 2025 | Elecciones municipales de 2025 | Elecciones municipales de 2025 |
|                                | %                              | N.°                            | Inscritos                      |
| ------------------------------ | ------------------------------ | ------------------------------ | ------------------------------ |
| Votación anticipada            | 27,2                           | 1.080.268                      | 3.970.342                      |
| Día de la elección             | 24,5                           | 973.567                        | 3.970.342                      |
| Total                          | 51,7                           | 2.053.835                      | 3.970.342                      |

## Encuestas de opinión
Los resultados de las encuestas se enumeran en la siguiente tabla en orden cronológico inverso, mostrando primero el más reciente. El porcentaje más alto de cada encuesta se muestra en negrita y el fondo sombreado con el color del partido principal. En el caso de que haya un empate, no se sombreará ninguna figura. La tabla utiliza la fecha en que se realizó el trabajo de campo de la encuesta, a diferencia de la fecha de publicación. Sin embargo, si se desconoce esa fecha, se proporcionará en su lugar la fecha de publicación. La lista incluye solo las encuestas que se realizaron para las elecciones regionales.
| Fecha               | Encuestadora    | Kok.                | SDP            | Kesk. | PS   | Vas. | Vihr. | SFP  | KD  | Liik. | Otros | Dif. |     |     |     |     |
| ------------------- | --------------- | ------------------- | -------------- | ----- | ---- | ---- | ----- | ---- | --- | ----- | ----- | ---- | --- | --- | --- | --- |
| Fecha               | Encuestadora    | 10 Mar – 2 Abr 2025 | Taloustutkimus | 21,0  | 21,3 | 17,8 | 9,2   | 10,0 | 9,5 | 4,3   | Otros | Dif. | 4,1 | 1,0 | 1,8 | 0,3 |
| Mar – Abr 2025      | Verian          | 18,9                | 23,3           | 17,7  | 11,6 | 9,5  | 7,8   | 4,6  | 3,6 | 0,8   | 2,2   | 4,4  |     |     |     |     |
| 13–31 Mar 2025      | Åbo Akademi     | 19,2                | 20,7           | 15,0  | 13,0 | 13,0 | 7,4   | 3,4  | 4,1 | 1,9   | 2,2   | 1,5  |     |     |     |     |
| 6–20 Mar 2025       | Verian          | 19,1                | 22,5           | 17,7  | 11,7 | 9,6  | 8,5   | 4,5  | 3,5 | 0,9   | 2,0   | 3,4  |     |     |     |     |
| 10 Feb – 4 Mar 2025 | Taloustutkimus  | 19,8                | 22,2           | 19,2  | 10,7 | 9,9  | 7,5   | 4,3  | 3,9 | 0,7   | 1,8   | 2,4  |     |     |     |     |
| 13 Ene – 3 Feb 2025 | Taloustutkimus  | 20,3                | 22,9           | 18,4  | 10,8 | 10,2 | 7,7   | 3,0  | 4,1 | 0,6   | 2,0   | 2,6  |     |     |     |     |
| 23 Ene 2022         | Resultados 2022 | 21,6                | 19,3           | 19,2  | 11,1 | 8,0  | 7,4   | 4,9  | 4,2 | 1,8   | 2,4   | 3,7  |     |     |     |     |

## Resultados
El partido ganador de las elecciones regionales fue el Partido Socialdemócrata (SDP), mejorando sus resultados en todo el país, especialmente en las áreas de Ostrobotnia Central, Tavastia Propia y Vantaa-Kerava, por el contrario, el Partido de los Finlandeses (PS) tuvo una amplia baja generalizada en su apoyo, perdiendo un tercio de sus escaños aproximadamente, en comparación a la última elección. El Partido Coalición Nacional (Kok.), después de haber ganado las elecciones anteriores quedó en segundo lugar, perdiendo tres regiones importantes: Finlandia Propia, Päijänne Tavastia y Pirkanmaa. Entre el Partido Socialdemócrata y el Partido del Centro (Kesk.) liderarán 17 de 21 áreas de bienestar.
El porcentaje de mujeres elegidas aumentó desde el 53% de la elecciones de 2021 hasta el 57% en esta elección, la Liga Verde (Vihr.) destaca como el partido con mayor proporción de mujeres (80%) y además como el partido con el menor promedio de edad de los elegidos (41,0 años). Por el contrario, el Partido de los Finlandeses destaca como el que tuvo menor proporción de mujeres elegidas (32%) y el Movimiento Ahora (Liik.) como el partido con el mayor promedio de edad (59,0 años). A diferencia de lo que ocurrió en la elecciones municipales que se celebraron simultáneamente, la participación en las elecciones regionales aumentó en 4,2 puntos porcentuales, aunque hubo un alto porcentaje de votos no válidos.

Distribución de escaños (figura grande) y partido ganador en votos por área de bienestar (figura pequeña).

|  | 22.5 % |

|  | 20.5 % |

|  | 19.3 % |

|  | 9.1 % |

|  | 9.1 % |

|  | 7.8 % |

|  | 5.0 % |

|  | 4.8 % |

|  | 0.5 % |

|  | 0.4 % |

|  | 0.2 % |

|  | 0.1 % |

|  | 0.1 % |

|  | 0.0 % |

|  | 0.0 % |

|  | 0.0 % |

|  | 0.6 % |

|  | 96.0 % |

|  | 4.0 % |

|  | 100.0 % |

|  | 51.7 % |

### Resultados por regiones
|  | 22.6 % |

|  | 14.0 % |

|  | 28.2 % |

|  | 10.7 % |

|  | 10.7 % |

|  | 6.5 % |

|  | 5.8 % |

|  | 19.9 % |

|  | 14.0 % |

|  | 31.4 % |

|  | 6.2 % |

|  | 2.5 % |

|  | 11.5 % |

|  | 6.6 % |

|  | 7.9 % |

|  | 24.9 % |

|  | 26.8 % |

|  | 13.8 % |

|  | 7.2 % |

|  | 9.2 % |

|  | 9.0 % |

|  | 16.8 % |

|  | 19.8 % |

|  | 8.1 % |

|  | 4.6 % |

|  | 9.3 % |

|  | 5.7 % |

|  | 32.1 % |

|  | 2.0 % |

|  | 13.3 % |

|  | 14.6 % |

|  | 35.8 % |

|  | 15.8 % |

|  | 5.0 % |

|  | 8.4 % |

|  | 6.3 % |

|  | 30.7 % |

|  | 22.0 % |

|  | 15.8 % |

|  | 10.3 % |

|  | 6.4 % |

|  | 8.3 % |

|  | 5.3 % |

|  | 31.5 % |

|  | 22.3 % |

|  | 14.4 % |

|  | 7.5 % |

|  | 7.2 % |

|  | 9.6 % |

|  | 4.1 % |

|  | 17.4 % |

|  | 13.0 % |

|  | 33.4 % |

|  | 13.9 % |

|  | 4.7 % |

|  | 7.5 % |

|  | 2.0 % |

|  | 25.5 % |

|  | 14.2 % |

|  | 31.0 % |

|  | 11.0 % |

|  | 4.9 % |

|  | 7.7 % |

|  | 4.2 % |

|  | 15.6 % |

|  | 15.2 % |

|  | 36.4 % |

|  | 12.3 % |

|  | 9.1 % |

|  | 8.0 % |

|  | 0.2 % |

|  | 2.2 % |

|  | 21.2 % |

|  | 15.4 % |

|  | 32.1 % |

|  | 9.2 % |

|  | 6.5 % |

|  | 6.6 % |

|  | 8.3 % |

|  | 16.5 % |

|  | 11.3 % |

|  | 3.7 % |

|  | 3.5 % |

|  | 3.4 % |

|  | 3.9 % |

|  | 45.2 % |

|  | 11.3 % |

|  | 25.4 % |

|  | 24.5 % |

|  | 16.6 % |

|  | 8.6 % |

|  | 6.6 % |

|  | 9.9 % |

|  | 6.9 % |

|  | 27.1 % |

|  | 22.3 % |

|  | 11.5 % |

|  | 11.0 % |

|  | 12.3 % |

|  | 8.2 % |

|  | 5.9 % |

|  | 27.4 % |

|  | 18.7 % |

|  | 22.0 % |

|  | 10.7 % |

|  | 5.9 % |

|  | 10.7 % |

|  | 3.7 % |

|  | 27.5 % |

|  | 21.8 % |

|  | 21.9 % |

|  | 4.6 % |

|  | 9.8 % |

|  | 7.7 % |

|  | 3.2 % |

|  | 11.9 % |

|  | 25.0 % |

|  | 37.9 % |

|  | 3.6 % |

|  | 2.9 % |

|  | 10.3 % |

|  | 7.3 % |

|  | 22.0 % |

|  | 18.3 % |

|  | 31.8 % |

|  | 3.9 % |

|  | 5.7 % |

|  | 6.0 % |

|  | 3.6 % |

|  | 22.9 % |

|  | 21.3 % |

|  | 15.6 % |

|  | 11.3 % |

|  | 12.1 % |

|  | 7.2 % |

|  | 5.2 % |

|  | 3.4 % |

|  | 29.6 % |

|  | 25.7 % |

|  | 5.2 % |

|  | 9.6 % |

|  | 13.0 % |

|  | 9.5 % |

|  | 2.0 % |

|  | 3.3 % |

|  | 18.4 % |

|  | 28.7 % |

|  | 4.7 % |

|  | 6.1 % |

|  | 13.7 % |

|  | 5.7 % |

|  | 16.4 % |

|  | 4.1 % |

|  | 22.5 % |

|  | 20.4 % |

|  | 19.4 % |

|  | 9.1 % |

|  | 9.1 % |

|  | 7.8 % |

|  | 5.0 % |

|  | 4.8 % |

## Votos no válidos

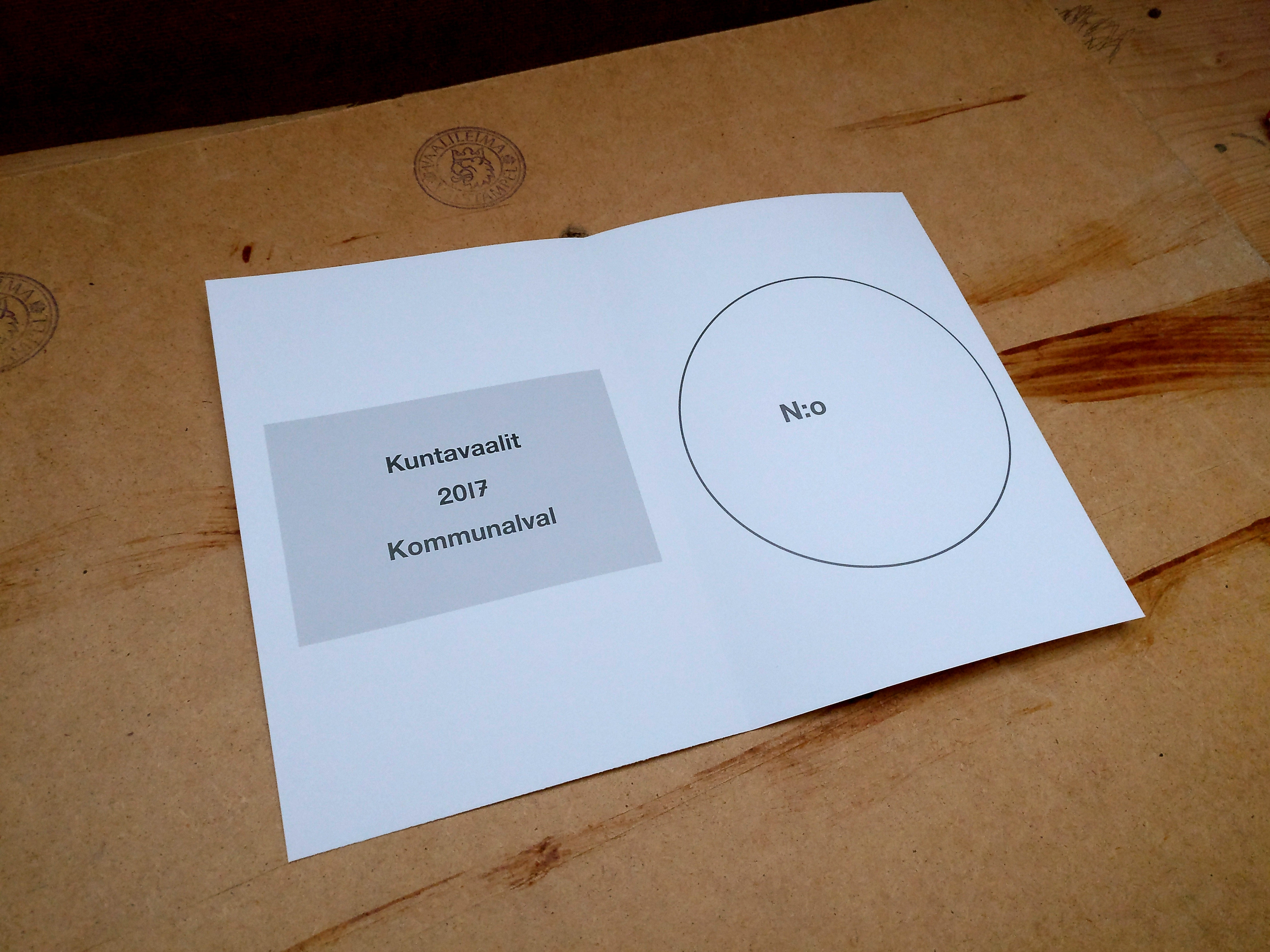
En las elecciones finlandesas, los electores deben escribir el número del candidato dentro del círculo en la papeleta electoral. Ejemplo de una papeleta de las elecciones municipales de 2017.

La cantidad de votos no válidos (nulos y blancos) fue de más de 83.700, correspondiente a 4,0% del total de votos, es decir, tuvo un aumento de doce veces al compararlo con el 0,4% de las últimas elecciones regionales y, también, fue mucho mayor al 1,6% las elecciones municipales realizadas de forma simultánea. Las razones para declarar los votos como no válidos fueron, en primer lugar, porque en 46.007 votos se marcó incorrectamente el número del candidato en la papeleta, en segundo lugar, en 17.145 votos se indicó el nombre del votante o se hizo una marca inapropiada en la papeleta electoral, y en tercer lugar, 16.124 votos se dejaron en blanco, entre otras razones.
El director de elecciones del Ministerio de Justicia, Arto Jääskeläinen, comparó estos resultados con la última elección doble que se realizó en el país en 1996 con las elecciones municipales y al Parlamento Europeo donde los votos no válidos fueron 1,4% y 4,9%, respectivamente, sugiriendo que esto podría haber provocado confusión entre los electores. También mencionó que podría deberse a que fueron invalidadas intencionadamente por los votantes como manera de protesta. Dada esta situación, el Ministerio de Justicia inició una investigación para identificar las causas de la gran cantidad de votos inválidos y cómo ayudar a los electores en los centros de votación.